# Аарън Рамзи
Аарън Джеймс Рамзи (на английски: Aaron James Ramsey) е уелски национален футболист, състезаващ се за УНАМ Пумас. Предпочитаната му позиция е централен полузащитник, но може да играе като крило или краен защитник. Феновете на Кардиф Сити му дават прякора „Рамбо“.

## Кариера
През 2006 Рамзи подписва с отбора на Кардиф Сити след отличното му представяне във футболен турнир за младежи в Уелс. С този отбор изиграва и първия си професионален мач. Прави своя дебют за мъжкия отбор в последния шампионатен мач на отбора през сезон 2006-07 срещу Хъл Сити, заменяйки Пол Пери в последната минута при резултат 1:0 за тигрите. Тимът му отказва много оферти от клубове от Премиършип за над 1 милион паунда. Известен е сред феновете в Уелс като „Рамбо“. Прави първото си участие в мач от лигата прави в домакинската победа срещу Бърнли с 2:1. Рамзи подписва своя професионален контракт през декември 2007. На 5 януари следващата година тимът му побеждава Чейс таун с 3:1 за ФА Къп. Талантът му привлича интереса на отбори от Висшата Лига. Официални представители на Арсенал, Манчестър Юнайтед и Евертън провеждат срещи с Рамзи, като той решава да се присъедини към Топчиите. Те заплащат 4,8 млн. паунда на Кардиф за неговото привличане. Мениджърът на Арсенал, Арсен Венгер, го описва като „играч с невероятна издръжливост, добра физика, добра техника и добра креативност“. Контрактът се подписва на три дни по-късно. Дебютът си за Арсенал, Рамзи прави срещу Твенте в третия квалификационен кръг за Шампионската лига.
На 27 февруари 2010 г. кракът на Рамзи е счупен след като Шоукрос (Сток Сити) нацелва крака на уелсецът вместо топката, в резултат на контузията играчът отсъства от терена за няколко месеца. Той се завръща към тренировки през октомври, след което е даден под наем последователно в Нотингам Форест и Кардиф Сити. Уелсецът се завръща в игра за ФК Арсенал като смяна по време на двубоя от ФА Къп срещу Манчестър Юнайтед, загубен с 2-0. Първия му мач като титуляр след контузията е две седмици по-късно при гостуването на УБА. На 26 март халфът получава капитанската лента в уелския национален отбор и става най-младия капитан в историята на драконите. На първи май Рамзи вкарва единствения гол при домакинската победа над Манчестър Юнайтед. След мача полузащитникът определя гола като специален и очаква да му помогне за по-бързото преодоляване на контузията.
Уелсецът започва сезон 2011-12 с асистенция за победата с 1-0 над Удинезе в първи плейофен мач за груповата фаза на Шампионска лига. Четири дни по-късно той си отбелязва нещастен автогол след неправилно изчистване на младия защитник Игнаси Микел. Този гол става основната причина Ливърпул да победи на Емирейтс и да нанесе първа загуба на Арсенал за сезона. Рамзи е един от стартовите единадесет на Арсенал, които биват разбити с 8-2 на Олд Трафорд в края на август. На 17 септември Уелсецът асистира на Микел Артета за един от головете при загубата с 4-3 от Блекбърн. На 24 септември той асистира на Робин ван Перси за неговия стотен гол с екипа на Арсенал при домакинското 3-0 срещу Болтън. На 2 октомври Рамзи вкарва единствения гол за Арсенал на Уайт Харт Лейн при поражението с 2-1 в дербито на Северен Лондон. Гостуването на Олимпик Марсилия в груповата фаза на ШЛ се превръща в звездния момент на Рамзи през този сезон. Той влиза като резерва и вкарва драматичен победен гол в 92-рата минута на мача за 1-0. През късния Ноември младия полузащитник получава голям шок след като националния селекционер на Уелс Гари Спийд е намерен обесен в дома си. След този шок и поредица от слаби игри в първенството и Шампионската лига, уелсецът получава куп критики от британската преса и бивши футболисти. Той отбелязва изравнителния гол при обрата над Съндърланд през февруари 2013.